# 니시쇼로역
니시쇼로역(일본어: 西庶路駅)은 일본 홋카이도 시라누카 군 시라누카정에 있는 홋카이도 여객철도의 역이다. 역 번호는 K48이며, 섬식 승강장 1면 2선의 구조를 지닌 지상역이다.

## 역 주변
- 국도 제38호선
- 시라누카 정청 쇼로 지소

## 역사
- 1941년 3월 28일 : 니시쇼로 신호장(일본어: 西庶路信号場)으로서 개설.
- 1952년 3월 5일 : 니시쇼로역으로 승격.
- 1987년 4월 1일 : 민영화에 의해, 홋카이도 여객철도로 이관.

## 인접 정차역
| 홋카이도 여객철도 네무로 본선 | 홋카이도 여객철도 네무로 본선 | 홋카이도 여객철도 네무로 본선 |
| ----------------------------- | ----------------------------- | ----------------------------- |
| K47 시라누카 신토쿠 방면      | 네무로 본선                   | 쇼로 K49 구시로 방면          |